# Russisch, bitte!
Russisch, bitte! ist ein 30-teiliger Russischkurs des Telekolleg, in dem das kyrillische Alphabet, die russische Grammatik sowie der russische Grundwortschatz gelehrt wird. Die einzelnen Sendungen haben eine Länge von 30 Minuten und werden von Olga Barbian (genannt Astrid) moderiert und begleiten Heikki Kinnunen auf einer Reise in die Sowjetunion der 1980er Jahre.

## Aufbau
Die Sendereihe besteht aus 30 Folgen, was in etwa einem Ausstrahlungsjahr entspricht (in den Ferien pausierte das Telekolleg). Wie andere Sprachkurse, etwa Les Gammas! Les Gammas!, hat die Sendung drei Ebenen.
In der ersten verfolgen die Zuschauer ab Folge 4 die Reise des Hauptdarstellers vom Hauptbahnhof in Helsinki über Wyborg nach Moskau. Dabei lernen sie über ihn die russische Sprache sowie die Eigenheiten des Landes kennen.
In einer zweiten Ebene erklärt die Moderatorin Olga Barbian die Filme, übersetzt Textpassagen und erläutert die dazugehörigen Wörter und die Grammatik. So sind die Teilfilme auch für den noch ungeübten Zuschauer verständlich.
In den Folgen 1–10 kommt zusätzlich die Familie Dyba als dritte Ebene hinzu, die ebenso wie der Zuschauer beginnt, sich mit dem Russischen auseinanderzusetzen. Großvater jedoch hat schon eine Russlandreise hinter sich und Grundkenntnisse der Sprache.

## Das finnische Original
Der deutsche Kurs entstand im Jahr 1990 unter der Leitung des NDR. Tatsächlich aber basiert er auf zwei Russischkursen des finnischen Fernsehsenders Yleisradio, in denen Kinnunen in den 1980er Jahren mitwirkte. Die ersten vier Folgen, in denen es im Wesentlichen um die russische Schrift geht, übernahmen Elemente des Russischkurses „Kapusta Master“ von Heikki Kinnunen, der etwa 1980 ausgestrahlt wurde und grundlegende Dinge wie das russische Alphabet behandelt.
Ab Lektion 4 wird in Etappen ein Film gezeigt, in dem Heikki nach Moskau reist und unterwegs Freunde und einen Einblick in die russische Sprache gewinnt. Dieser Film wurde ursprünglich für die finnische Sendung „Požaluista“ gedreht, welche 1985–1986 ausgestrahlt wurde. Folge 4 beruht also auf beiden Sendereihen. Möglicherweise wurde ein internationaler Vertrieb bereits angedacht, da eine der ersten Unterhaltungen neben den Worten „Finnisch“ und „Russisch“ auch „Deutsch“ und „Englisch“ beinhaltet.
Titelsong des finnischen Originals ist nicht der Männerchoral der deutschen Folgen, sondern eine eher gemütliche Instrumentalmusik aus Klavier und Gitarre, die auch in den deutschen Episodenfilmchen oft als Hintergrundmusik eingesetzt wird.
Die Folgen 4 bis 30 sind eine fast identische Adaption des finnischen Originals „Požaluista“. Die Idee der auf dem Bildschirm lernenden Familie (bestehend aus Vater, Mutter, Tochter und Großvater) wird dabei ebenso übernommen wie die theoretischen Erklärungen auf blauem Hintergrund oder Details wie die falsche Aussprache von „ресторан“ („pektopah“ statt „restoran“) oder Gospodin Hahn. (Im Original Gospodin Kukko: Der Aapiskukko ist ein in Finnland allgemein bekannter Hahn mit Zeigestab.)
Da Heikki Kinnunen ab und an mit der Moderatorin des finnischen Kurses Astrid Kontakt aufnimmt und diese auch mit Namen anspricht, musste sich Olga Barbian sozusagen auch diesen Namen als „Spitznamen“ zulegen.

## Besetzung
- Olga Barbian: Moderatorin der deutschen Sendungen
- Astrid Lindeberg: Moderatorin der finnischen Sendungen
- Heikki Kinnunen: als er selbst
- Anatoli Wassiljewitsch Solowjow: Juri Borissowitsch Petrow
- Soja Nikolajewna Wassilkowa: Nina Alexandrowna Petrowa
- Alexander Borissowitsch Beljawski: Alexander Saizew
- Wladimir Dmitrijewitsch Nikitin: Boris Orlow

Im Original wird die Fernsehfamilie dargestellt von Hannele Laaksonen (Mutter), Vilma Melasniemi (Tochter), Olli Ikonen (Vater), Tauno Lehtihalmes (Großvater Jonas).

## Pädagogische Konzepte
- Der Zuschauer lernt die Sprache zusammen mit dem Hauptdarsteller. Dieser wird dabei auch ab und an von der Moderatorin verbessert, wenn etwas nicht völlig korrekt ist.
- Dabei lernt der Zuschauer nicht nur die Sprache, sondern auch Besonderheiten des Landes kennen: Wie geschieht der Grenzübertritt in die Sowjetunion? Welche Eigenheiten hat ein russisches Hotel? Wie bezahlt man das Fahrgeld in Bussen? Wie geht man zum Arzt? Wie bezahlt man in sowjetischen Geschäften?
- Im Laufe der Reise bekommt der Zuschauer das Land und einige Sehenswürdigkeiten zu sehen. Zentrale Handlungsorte sind neben Moskau die Städte Wyborg und Jalta.
- Die meisten Szenen werden mehrfach gezeigt, gemäß dem russischen Sprichwort „Повторение – мать учения“ (im Kurs mit „Wiederholung ist die Mutter der Weisheit“ übersetzt)
- Viele in Alltagsrussisch gesprochenen Dialoge werden von der Moderatorin deutlich nachgesprochen und übersetzt, so dass der Zuschauer bei der Wiederholung die Texte besser versteht.
- Die Grammatik und viele Vokabeln werden scheinbar nebenbei eingeführt, so dass ein entspanntes Lernen möglich ist und der Inhalt des Gelernten gut motiviert ist.
- Die Reise beginnt am Hauptbahnhof Helsinki und die erste Folge des Originals (die der vierten Folge der deutschen Sendung entspricht) enthält noch einige Worte Finnisch. Pädagogisch gesehen wird der finnische Zuschauer so abgeholt.
- Im Handlungsfaden kehren einzelne Personen immer wieder. So trifft Heikki im Gorki-Park Boris und Nikolai, in Jalta wie zufällig Herrn Petrow wieder. Die Zufallsbekanntschaft Anja entpuppt sich als Schwester von Nikolai. Es entsteht ein Vertrautheitsgefühl mit den Personen der Geschichte.

## Die Geschichte
Der Schauspieler Heikki Kinnunen startet vom Bahnhof in Helsinki zu einer Reise in die sowjetische Hauptstadt. Er wurde von Mosfilm zu einem Arbeitsbesuch eingeladen. Bereits auf dem Bahnhof in Helsinki lernt er Herrn und Frau Petrow kennen sowie Nikolai Alexejewitsch Saizew. Diese sind Teil einer Reisegruppe aus Moskau, die wiederum die finnische Hauptstadt besucht hatten und nun auf dem Weg nach Hause sind. Sie werden nun Heikkis wiederkehrende Reisebegleiter durch die Sowjetunion und die russische Sprache. Verschiedene Alltagssituationen – etwa der Besuch eines Arztes, die Einladung zu einer Party, ein Telefonanruf zuhause oder ein Besuch in einem Sanatorium auf der Krim sind Teil der Reise und Gelegenheit, die zugehörigen Vokabeln und Wendungen möglichst praxisnah kennenzulernen und anzuwenden.
Unterwegs tauchen weitere Personen auf, von denen er auf seiner Reise manche immer wieder trifft: Zu nennen wären hier etwa Alexanders Schwester Anja, der er im Gorki-Park über den Weg läuft oder der finnisch-russische Handlungsreisende Boris Orlow, der auf einem Zwischenhalt des Zuges in Wyborg Heikki als Moderator der „Zakuska“-Sendungen wiedererkennt sowie die in Wyborg lebende Tochter und Enkelin der Petrows.
Ab und an unterhält sich Heikki aus seinen Filmchen heraus – die vierte Wand durchbrechend – sowohl auf Russisch als auch auf Finnisch mit Astrid. Hier folgt er ein bisschen seinem Stil aus Zakuska-Zeiten, in dem ihm eine Moderatorin aus dem Off beistand. In den Passagen, in denen er Finnisch spricht, musste er von einem deutschen Sprecher synchronisiert werden.

## Verwendete Musikstücke
Immer wieder werden bekannte Musikstücke in den Russischkurs mit eingebaut.
- Die erste Folge wird eingeleitet von Meine Adresse ist Sowjetunion beendet („Мой адрес - Советский Союз“), das in der vierten Folge wiederkehrt,
- anschließend singt Heikki Kinnunen  das für seinen eigenen Russischkurs geschriebenen Stück Zakuska (Закуска).
- Die zweite Folge beendet  Schwanentreue („Лебединая верность“).
- Ein ABC-Lied und das Lied Sag, warum („Скажите, почему“)  bringt in Folge 3 den Zuschauern das russische Alphabet bei.
- Die vierte Folge wird mit dem Lied Meine Adresse ist Sowjetunion beendet („Мой адрес - Советский Союз“) beendet.
- Außerdem wurde in Folge 9 ein bekanntes Geburtstags- und Kinderlied („День рождения“) des Krokodils Gena verwendet.
- Während der Zugfahrt, kurz vor Moskau hört man im Radio das Lied Moskauer Nächte („Подмосковные Вечера“) als Instrumentalstück.
- In Folge 13 wird das Rätsel (zu erratende Speisen) mit „Magic Fly“ untermalt.
- Ein klassisches Stück für Geige („Limelight“) ist in Folge 14 zu hören.
- In Folge 17 hört man im Musikgeschäft und in den Übungen Ausschnitte sowjetischer Lieder, z. B. Mein Schwarzes Meer („Черное море моё“).
- Das Lied über Schwarze Augen („Очи чёрные“) wird von Heikki später in diesem Musikladen selbst gesungen.
- In Folge 19 sieht man das Autor einer Folge einer Episode mit Kater Leopold.
- Мой костёр в тумане светит („Mein Feuer scheint in der Nacht“), ein russisches Zigeunerlied, hört man in der 20. Folge.
- Счастье моё (Mi Felicidad) von Georgi Vinogradov hört man am Ende der 23. Folge
- Das finnische Liebeslied Niin minä neitonen sinulle laulan wird in Folge 24 von Heikki gesungen.
- Das Lied, das die Band spielt, hat einen ukrainischen Text: Ой під вишнею, під черешнею („Unter dem Kirschbaum, unter dem Kirschbaum“)

## Begleitmaterial
Das Begleitmaterial wurde verfasst von Ulrike Patow und Gabriela Stelzig. Das Original ist jedoch nur noch antiquarisch erhältlich. Erneut herausgegeben wurden die zwei Bände im Jahr 2009 von Harald Rempt im Cicero-Verlag.

## Trivia
- In Folge 6 hat Astrid Lindeberg einen Cameo-Auftritt, sie winkt dem nach Moskau abfahrenden Zug hinterher. Vielleicht steckt auch etwas von ihr in Kalju Järv aus Folge 5: Er war kein Russe, er stammt wie sie aus Estland.
- Im Zug werden die Pässe kontrolliert; dabei filmt die Kamera kurzzeitig den echten sowjetischen Reisepass von Schauspieler Anatoli Solowjow (im Film Juri Borisowitsch Petrow).
- Während im Zug Heikki erzählt, dass er Frau und Sohn hätte, und später für seine Familie auch Souvenirs einkauft, bändelt er doch ziemlich deutlich mit Anja, der Schwester von Nikolai an.
- Im Zug sieht es noch so aus, als ob Nikolai und die Petrows sich erstmals begegnen. In Folge 9 jedoch werden die drei Personen im gemeinsamen Helsinki-Urlaub bei einer Stadtführung vor einem Gebäude von Alvar Aalto gezeigt (vermutlich die Finlandia-Halle).
- Heikki tritt auch später als Sprachlehrer – besser: Sprachlernender – im finnischen Fernsehen auf, nicht nur für russisch. Etwa 1997 entstand der Russisch-Kurs Kapusta Master mit ihm und Nina Björkfelt, und auch hier spielt er den Lernenden, der ab und zu Anfängerfehler macht.